# 蒲峪乡
蒲峪乡是中国陕西省商洛市商州区下辖的一个乡。

## 行政区划
蒲峪乡下辖以下行政区：
岳村、魏李村、元科村、李岭村、上湾村、油坊村